# Paruroctonus bantai
Espèce
Synonymes
- Vaejovis bantai Gertsch & Soleglad, 1966

Paruroctonus bantai est une espèce de scorpions de la famille des Vaejovidae.

## Distribution
Cette espèce est endémique de Californie aux États-Unis. Elle se rencontre dans les comtés de San Bernardino et d'Inyo.

## Description
La femelle holotype mesure 42,4 mm et le mâle paratype 38,9 mm.
Le mâle holotype de Paruroctonus bantai saratoga mesure 50,7 mm et la femelle paratype 56,2 mm.

## Systématique et taxinomie
Cette espèce a été décrite sous le protonyme Vaejovis bantai par Gertsch et Soleglad en 1966. Elle est placée dans le genre Paruroctonus par Williams en 1972.

## Liste des sous-espèces
Selon The Scorpion Files (28/08/2020) :
- Paruroctonus bantai bantai Gertsch & Soleglad, 1966 de Saline Valley
- Paruroctonus bantai saratoga Haradon, 1985 de la vallée de la Mort

## Étymologie
Cette espèce est nommée en l'honneur de Benjamin H. Banta.

## Publications originales
- Gertsch & Soleglad, 1966 : « Scorpions of the Vejovis boreus group (subgenus Paruroctonus) in North America. » American Museum Novitates, no 2278, p. 1-54 (texte intégral).
- Haradon, 1985 : « New groups and species belonging to the nominate subgenus Paruroctonus (Scorpiones: Vaejovidae). » The Journal of Arachnology, vol. 13, no 1, p. 19-42 (texte intégral).